# TT368
La tombe thébaine TT 368 est située à Cheikh Abd el-Gournah, dans la nécropole thébaine, sur la rive ouest du Nil, face à Louxor en Égypte.
C'est la sépulture d'Amenhotep, dit Houy, gardien des sculpteurs d'Amon à Thèbes à la fin de la XVIIIe dynastie.